# Памплона
Памплона (шп. Pamplona) или на баскијском, Ируња (баск. Iruña или Iruñea) је главни град шпанске једнопокрајиналне аутономне заједнице Навара и налази се у централном делу котлине Памплона. Простире се на обе обале реке Арга. Памплона је финансијски и административни центар Наваре. Године 2006. имала је 195.769 становника, и то ужи центар. Ако се рачунају околне општине које чине део градске области Памплоне, тај број се повећава на 300.000 становника.

## Становништво
Према процени, у граду је 2008. живело 197.275 становника.

| 1981.   | 1989.   | 1991.   | 2001.   | 2002.   |
| ------- | ------- | ------- | ------- | ------- |
| 177.906 | 180.372 | 180.372 | 183.964 | 183.964 |

## Партнерски градови
- Падерборн
- Јамагучи
- Бајон
- Сан Северо
- Торуњ
- Памплона